# Ma mère, ses hommes et moi
Pour plus de détails, voir Fiche technique et Distribution.
Ma mère, ses hommes et moi (My One and Only) est un film américain réalisé par Richard Loncraine, sorti en 2009.

## Synopsis
Dans les années 50, Anne Devereaux, quitte son mari Dan. Elle emmène avec elle ses deux enfants, George et Robbie, et parcourt le pays à la recherche de l'homme idéal qui saura prendre soin d'elle et de ses enfants. Malgré son charme, l'affaire ne se révèle pas être aussi facile.

## Fiche technique
- Titre original : My One and Only
- Titre francophone[1] : Ma mère, ses hommes et moi
- Réalisation : Richard Loncraine
- Scénario : Charlie Peters
- Direction artistique : Guy Barnes, Halina Gebarowicz
- Décors : Bryony Foster, Wendy Ozols-Barnes
- Costumes : Helen P. Butler, Doug Hall
- Photographie : Marco Pontecorvo
- Montage : Humphrey Dixon
- Production : Aaron Ryder (producteur), Ara Katz (Productrice associée) et Norton Herrick (producteur)
- Sociétés de production : Merv Griffin Entertainment ; Raygun Productions
- Société de distribution : Swift Productions
- Pays d'origine :  États-Unis
- Langue originale : anglais
- Format : couleur - 35 mm - 2,35:1 CinemaScope - son DTS / Dolby Digital / SDDS
- Genre : Comédie dramatique
- Durée : 108 minutes
- Dates de sortie :
  -  Allemagne : 12 février 2009 (Festival International du Film de Berlin)
  -  États-Unis : 21 août 2009
  -  France : 10 février 2010

## Distribution

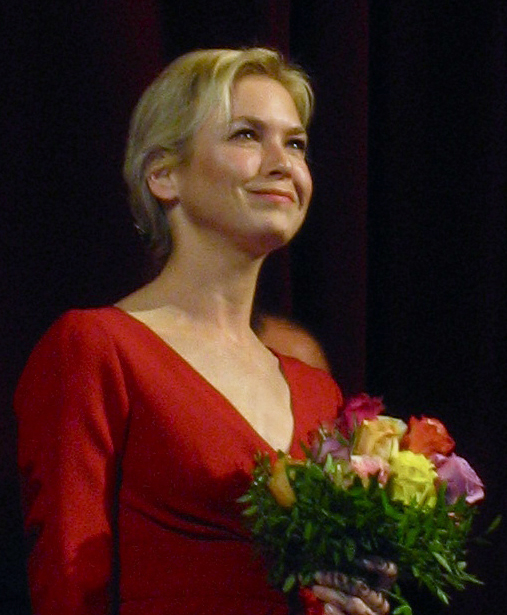
L'actrice Renée Zellweger, pour la présentation du film à la Berlinale 2009.

- Renée Zellweger (VF : Odile Cohen) : Anne Devereaux
- Logan Lerman (VFB : Maxime Donnay) : George Devereaux
- Mark Rendall : Robbie Devereaux
- Kevin Bacon (VF : Philippe Vincent) : Dan Devereaux
- Chris Noth : Dr Harlan Williams
- Nick Stahl : Bud
- Troy Garity (VF : Patrick Mancini) : Becker
- J. C. MacKenzie (VF : Constantin Pappas) : Tom
- Eric McCormack (VF : Charles Borg) : Charlie
- Steven Weber (VF : Guillaume Orsat) : Wallace McAllister
- Robin Weigert (VF : Dominique Lelong) : Hope
- Phoebe Strole : Wendy
- Rachel Specter  : Sherry
- Molly Quinn : Paula

Source et légende : Version française (VF) sur RS Doublage

## Distinctions

### Récompenses et nominations
| Année | Cérémonie                  | Pays                   | Résultat | Prix               | Catégorie                         |
| ----- | -------------------------- | ---------------------- | -------- | ------------------ | --------------------------------- |
| 2009  | Festival du Film de Berlin | Drapeau de l'Allemagne | Nommé    | Ours d'Argent      | Meilleur acteur                   |
| 2009  | Festival du Film de Berlin | Drapeau de l'Allemagne | Nommé    | Ours d'Argent      | Meilleur scénario                 |
| 2009  | Festival du Film de Berlin | Drapeau de l'Allemagne | Nommé    | Ours d'Argent      | Meilleur réalisateur              |
| 2009  | Festival du Film de Berlin | Drapeau de l'Allemagne | Nommé    | Ours d'Argent      | Meilleure contribution artistique |
| 2009  | Festival du Film de Berlin | Drapeau de l'Allemagne | Nommé    | Ours d'Or          |                                   |
| 2009  | Festival du Film de Berlin | Drapeau de l'Allemagne | Nommé    | Prix Alfred-Bauer  | Meilleur acteur                   |
| 2009  | Festival du Film de Berlin | Drapeau de l'Allemagne | Nommé    | Grand Prix du Jury |                                   |

## Box-office
- Recettes USA : 2 475 970 $